# Burgh-Haamstede
Burgh-Haamstede is een plaats aan de Kop van Schouwen op het eiland Schouwen-Duiveland, in de Nederlandse provincie Zeeland. Het bestaat uit twee dorpen, Burgh en Haamstede. Beide zijn nog duidelijk herkenbaar, met Haamstede aan de noordzijde en Burgh aan de zuidzijde. Met 4.255 inwoners (1 januari 2023) is het na Zierikzee de grootste woonkern op het eiland.
Burgh-Haamstede is vooral bekend dankzij het toerisme in de maanden april tot oktober. Veel mensen weten hun weg te vinden naar de stranden aan de Noordzee.
De vuurtoren in het nabijgelegen Nieuw-Haamstede stond op het oude biljet van 250 gulden afgebeeld.
Door Burgh-Haamstede loopt de Europese wandelroute E9, waarvan het traject in Nederland met het Noordzeepad samenvalt.

## Geboren
- Albert van Citters (1905-2008), burgemeester van Burgh tot de opheffing als zelfstandige gemeente in 1961
- Bas Kolbach (1936-2018), CDA-politicus, burgemeester

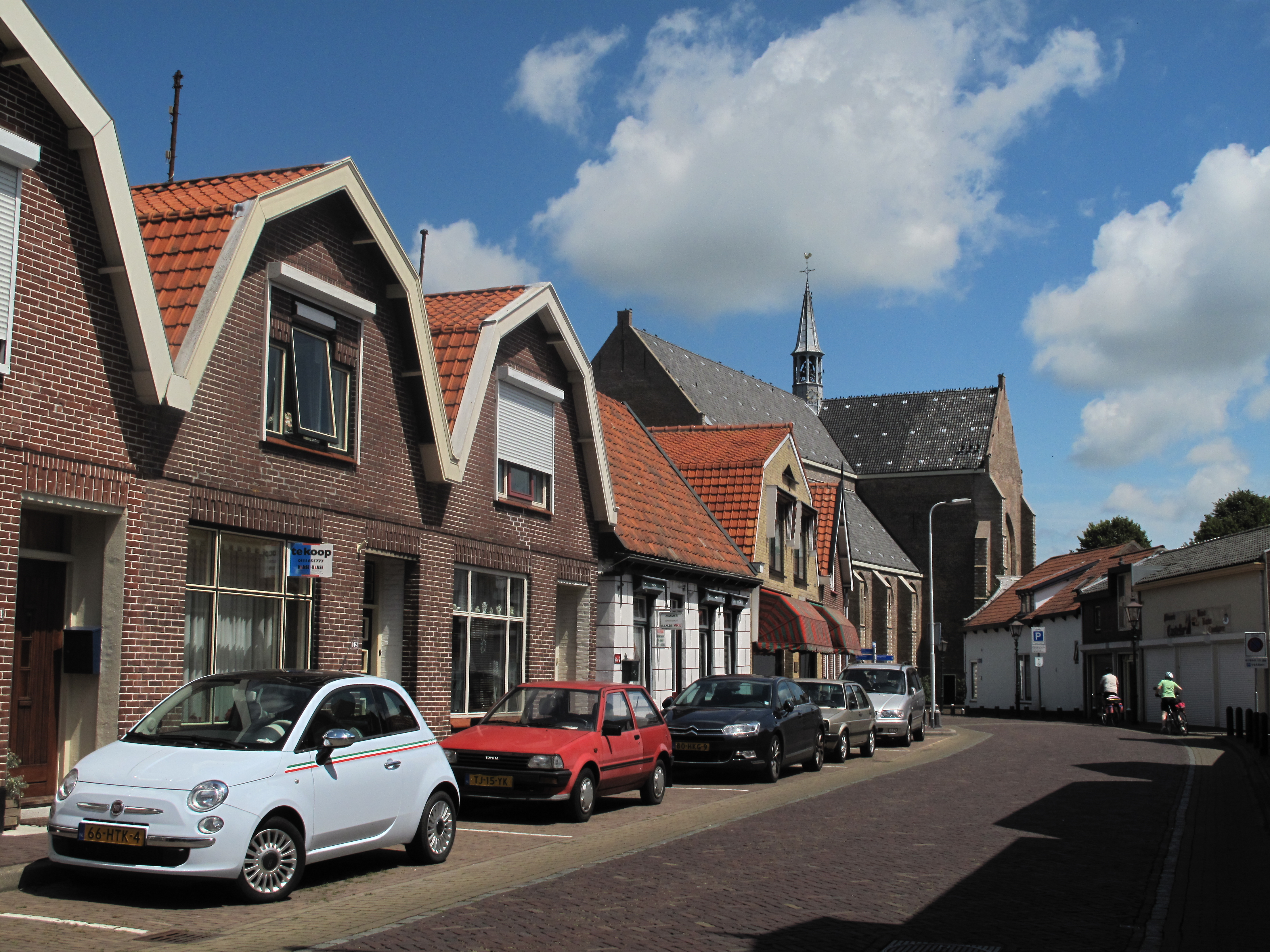
Burgh-Haamstede, straatzicht met kerk op achtergrond
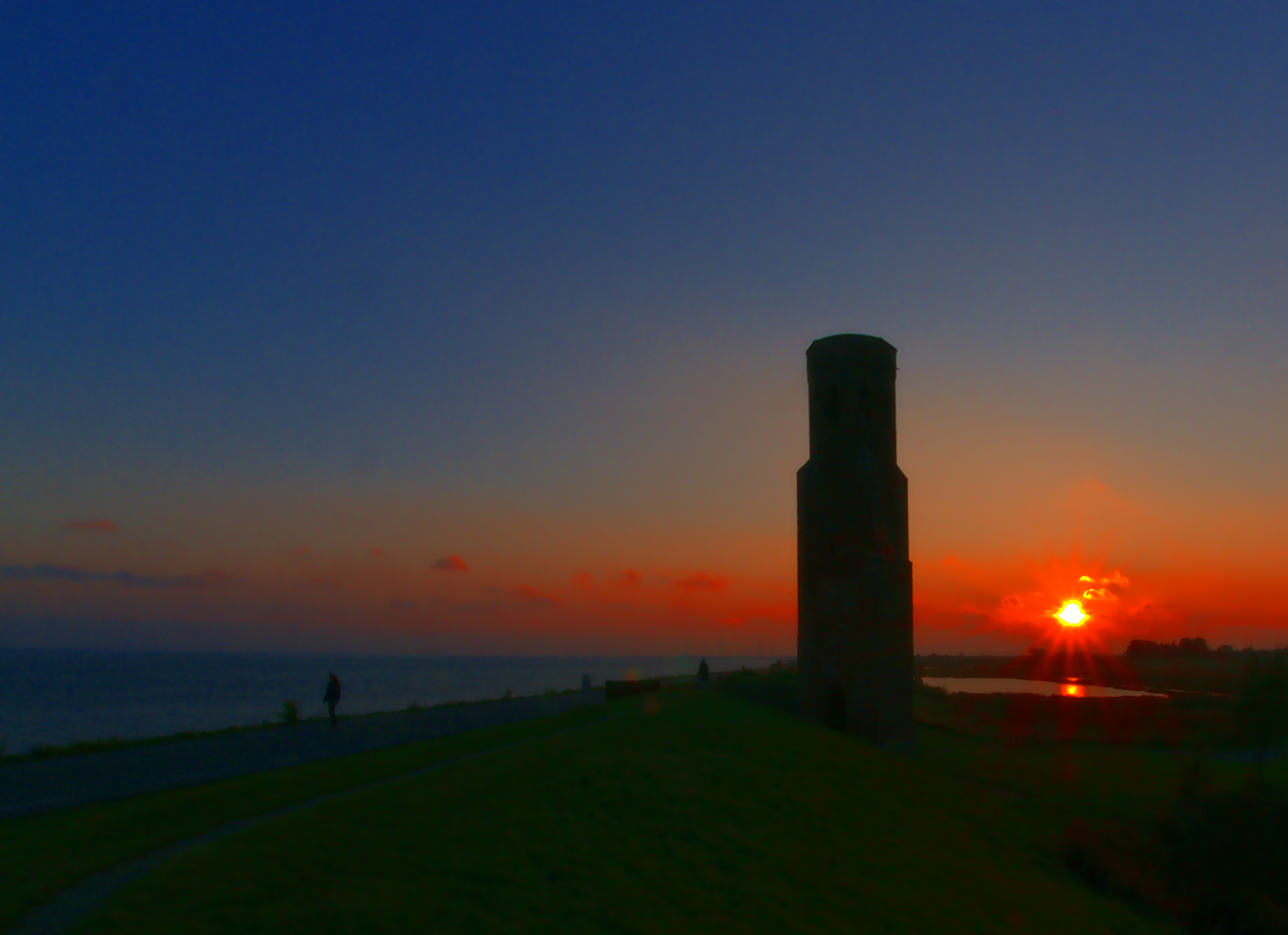
Plompe Toren aan de Oosterschelde